# Asphondylia floccosa
Asphondylia floccosa är en tvåvingeart som beskrevs av Gagne 1986. Asphondylia floccosa ingår i släktet Asphondylia och familjen gallmyggor. Inga underarter finns listade i Catalogue of Life.